# 67P/Churyumov-Gerasimenko
67P/Churyumov-Gerasimenko eller 67P/Tjurjumov-Gerasimenko, är en komet i solsystemet. Den 12 november 2014 kl. 17:03 CET landade den obemannade ESA-rymdsonden Rosettas landare Philae på kometen, och blev därmed första människoskapade föremål att mjuklanda på en komet.

## Upptäckt
1969 befanns sig en rad astronomer från Kiev i Alma-Ata för att studera kometer. 11 september fotograferade Svetlana Ivanovna Gerasimenko vad man antog vara Comas Solás komet. När astronomerna var tillbaka i Kiev en månad senare granskades plåtarna och Klim Ivanovitj Tjurjumov upptäckte att det istället rörde sig om en nyupptäckt komet. Comas Solás komet återfanns i utkanten av plåten 1,8° från den nya.

## Observationer
Kometen har observerats under varje periheliepassage sedan sin upptäckt. Särskilt framträdande var passagen 1982 då den skenbara magnituden nådde 9 och den kunde observeras med kikare. Sedan 1969 tid har omloppstiden varierat mellan 6,44 och 6,61 år. 1959 vet man att kometen kom nära Jupiter vilket gjorde att omloppsbanan kortades från 9,3 år till 6,5 år.